# 羅伯特·羅森塔爾
羅伯特·羅森塔爾（英語：Robert Rosenthal，1933年3月2日—2024年1月5日），是美国加利福尼亚大学河滨分校的一名社会心理学家。他的主要领域是自我应验预言，尤其对作了许多研究。

## 生平
1933年3月2日罗森塔尔生于德国吉森，六岁时随家人离开了德国。1956年他获得加州大学洛杉矶分校博士学位。他最开始研究临床心理学，后来转为研究社会心理学。1962至1999年在哈佛大学任教，1992年成为心理学部主席，1995年成为埃德加·皮尔斯心理学教授。1999年自哈佛退休后来到加州。
他很关注非言语交际，尤其是它对期望的影响。所获奖项包括2003年的美国心理学会颁发的心理科学终身成就奖。
2024年1月5日去世。